# سوتسو
سوتسو (باليابانية: 寿都町) هي بلدية في اليابان، وبلدة في اليابان، تقع في Suttsu District, Hokkaido ‏، بلغ عدد سكانها 3,011 نسمة وذلك حسب إحصائيات سنة 2018.

## المناخ
يظهر الجدول التالي التغييرات المناخية على مدار السنة لسوتسو:
| البيانات المناخية لـسوتسو         | البيانات المناخية لـسوتسو | البيانات المناخية لـسوتسو | البيانات المناخية لـسوتسو | البيانات المناخية لـسوتسو | البيانات المناخية لـسوتسو | البيانات المناخية لـسوتسو | البيانات المناخية لـسوتسو | البيانات المناخية لـسوتسو | البيانات المناخية لـسوتسو | البيانات المناخية لـسوتسو | البيانات المناخية لـسوتسو | البيانات المناخية لـسوتسو | البيانات المناخية لـسوتسو |
| الشهر                             | يناير                     | فبراير                    | مارس                      | أبريل                     | مايو                      | يونيو                     | يوليو                     | أغسطس                     | سبتمبر                    | أكتوبر                    | نوفمبر                    | ديسمبر                    | المعدل السنوي             |
| --------------------------------- | ------------------------- | ------------------------- | ------------------------- | ------------------------- | ------------------------- | ------------------------- | ------------------------- | ------------------------- | ------------------------- | ------------------------- | ------------------------- | ------------------------- | ------------------------- |
| الدرجة القصوى °م (°ف)             | 8.2 (46.8)                | 11.2 (52.2)               | 17.5 (63.5)               | 27.7 (81.9)               | 29.0 (84.2)               | 31.3 (88.3)               | 32.4 (90.3)               | 33.5 (92.3)               | 30.1 (86.2)               | 24.0 (75.2)               | 20.6 (69.1)               | 15.1 (59.2)               | 33.5 (92.3)               |
| الحد الأقصى المتوسط °م (°ف)       | 5.3 (41.5)                | 5.6 (42.1)                | 10.1 (50.2)               | 19.1 (66.4)               | 23.4 (74.1)               | 25.5 (77.9)               | 28.5 (83.3)               | 29.5 (85.1)               | 26.0 (78.8)               | 20.9 (69.6)               | 16.1 (61.0)               | 9.0 (48.2)                | 30.2 (86.4)               |
| متوسط درجة الحرارة الكبرى °م (°ف) | −0.5 (31.1)               | −0.5 (31.1)               | 2.8 (37.0)                | 9.3 (48.7)                | 14.6 (58.3)               | 17.9 (64.2)               | 21.8 (71.2)               | 24.0 (75.2)               | 20.8 (69.4)               | 15.0 (59.0)               | 8.0 (46.4)                | 2.1 (35.8)                | 11.3 (52.3)               |
| المتوسط اليومي °م (°ف)            | −2.7 (27.1)               | −2.7 (27.1)               | 0.5 (32.9)                | 5.8 (42.4)                | 10.7 (51.3)               | 14.4 (57.9)               | 18.6 (65.5)               | 20.9 (69.6)               | 17.4 (63.3)               | 11.5 (52.7)               | 5.0 (41.0)                | −0.3 (31.5)               | 8.3 (46.9)                |
| متوسط درجة الحرارة الصغرى °م (°ف) | −5.3 (22.5)               | −5.2 (22.6)               | −2.1 (28.2)               | 2.4 (36.3)                | 7.0 (44.6)                | 11.5 (52.7)               | 16.1 (61.0)               | 18.2 (64.8)               | 14.0 (57.2)               | 7.7 (45.9)                | 1.9 (35.4)                | −2.9 (26.8)               | 5.3 (41.5)                |
| الحد الأدنى المتوسط °م (°ف)       | −10.0 (14.0)              | −9.6 (14.7)               | −7.0 (19.4)               | −1.7 (28.9)               | 2.5 (36.5)                | 7.2 (45.0)                | 12.4 (54.3)               | 14.7 (58.5)               | 8.9 (48.0)                | 2.5 (36.5)                | −4.4 (24.1)               | −8.4 (16.9)               | −10.9 (12.4)              |
| أدنى درجة حرارة °م (°ف)           | −14.9 (5.2)               | −14.1 (6.6)               | −11 (12)                  | −4.9 (23.2)               | −0.9 (30.4)               | 3.9 (39.0)                | 8.1 (46.6)                | 10.8 (51.4)               | 4.8 (40.6)                | −0.5 (31.1)               | −8.7 (16.3)               | −13 (9)                   | −14.9 (5.2)               |
| الهطول مم (إنش)                   | 101.1 (3.98)              | 79.3 (3.12)               | 62.6 (2.46)               | 66.3 (2.61)               | 64.6 (2.54)               | 59.8 (2.35)               | 98.5 (3.88)               | 138.0 (5.43)              | 148.7 (5.85)              | 139.3 (5.48)              | 137.0 (5.39)              | 118.8 (4.68)              | 1٬214 (47.77)             |
| متوسط تساقط الثلوج سم (إنش)       | 94 (37)                   | 74 (29)                   | 29 (11)                   | 2 (0.8)                   | 0 (0)                     | 0 (0)                     | 0 (0)                     | 0 (0)                     | 0 (0)                     | 0 (0)                     | 19 (7.5)                  | 70 (28)                   | 288 (113.3)               |
| متوسط الرطوبة النسبية (%)         | 73                        | 72                        | 70                        | 71                        | 75                        | 84                        | 86                        | 84                        | 78                        | 71                        | 69                        | 71                        | 75                        |
| ساعات سطوع الشمس الشهرية          | 32.2                      | 49.6                      | 121.8                     | 178.6                     | 197.0                     | 184.5                     | 167.3                     | 163.1                     | 168.0                     | 135.2                     | 59.7                      | 30.2                      | 1٬487٫2                   |
| المصدر: NOAA (1961-1990)          |                           |                           |                           |                           |                           |                           |                           |                           |                           |                           |                           |                           |                           |